# Peugeot Vogue
Die Peugeot Vogue war ein Moped von Peugeot, das bis 2017 produziert wurde. Angetrieben wurde sie von einem 2,7 PS starken Zweitaktmotor. Die Vogue war auch zum Mofa umbaubar. Ihr Design war das eines klassischen Mofas. Technisch basierte die Peugeot Vogue auf dem Modell Peugeot 103 (ihrerseits verwandt mit der Peugeot 101). Sie wurde in China bei Jinan Qingqi gefertigt.

## Bauart
Das Peugeot Vogue verfügt über einen Stahlrohrrahmen mit Rahmentank aus Stahlblech und wird von einem Zweitaktmotor mit 49 cm³ Hubraum mit Membraneinlasssteuerung angetrieben. Die Kraftübertragung erfolgt primär über ein stufenloses Getriebe (so genannter Drehmomentwandler, franz. Variateur) und sekundär über eine Kette auf das Hinterrad. Das Vorderrad wird über eine Teleskopgabel mit Schraubenfedern geführt. Das Hinterrad an einer Schwinge mit zwei Federbeinen, deren vorderer Drehpunkt bei älteren Versionen weit vorne unterhalb des Tanks liegt. Die Neueren Modelle (Vogue Evolution, bzw. Vogue Euro 2) haben jedoch eine Kurzschwinge. Der Einzelsitz ist als Schwingsattel ausgeführt, der Lenker besteht aus zwei Hälften, deren Enden in den Standrohren der Vorderradgabel eingesteckt sind.

## Motor
Der Einzylinder-Zweitaktmotor verfügt über einen Hubraum von 49 cm³ und weist als Besonderheit eine Einlasssteuerung über eine Membran auf. Bei dieser Bauweise wird das angesaugte Gemisch vom Vergaser über den beim Verdichten entstehenden Unterdruck direkt in das Kurbelgehäuse gesaugt, die Membran aus dünnem Blech wirkt dabei als Ventil. Außerdem hat das aktuelle Modell einen sogenannten Drei-Kanal-Motor (drei Überströmkanäle anstatt zwei, wie allgemein üblich), was früher ausschließlich den Modellen für den französischen Markt vorbehalten war und der Leistung zugutekommt. Die Abgasanlage ist nicht wie bei den Vorgängermodellen über eine Überwurfmutter verschraubt, sondern wird über einen Schraubflansch mit zwei Bolzen gehalten. Die Abgasanlage verfügt über eine sogenannte Abgasrückführung, welche in Wirklichkeit jedoch eine einfache Vorrichtung (Pulsair-Ventil) zum Einblasen von Frischluft in den Auspuff darstellt, die den ungeregelten Katalysator unterstützt, die Schadstoffe und Ölpartikel im Abgas sozusagen ‚nachzuverbrennen‘ und zur Einhaltung der Euro-2-Norm dient und zudem den Katalysator auch vor vorzeitigem Verstopfen bewahrt.
Betrieben wird der Motor über Zweitaktgemisch im Verhältnis 1:50. Gestartet wird der Motor über die Pedale, ein elektrischer Anlasser ist nicht vorhanden. Beim Starten hilft ein manueller Choke sowie eine Dekompressionseinrichtung, die das anfängliche Durchdrehen des Motors durch zeitweiliges Umgehen der Verdichtung erleichtert. Über eine CDI ist das Fahrzeug in der Moped-Version auf 45 km/h begrenzt, die Mofa-Version auf 25 km/h. Sie unterbricht die Zündung bei Überschreitung von 6000 Umdrehungen pro Minute (beim Mofa schon bei ca. 3000 Umdrehungen pro Minute), was bei der serienmäßigen Sekundärübersetzung (vorn 11 Zähne, hinten 56 Zähne) einer Geschwindigkeit 45 km/h entspricht, beim Mofa 25 km/h. Diese kann auch bei steiler Bergabfahrt niemals überschritten werden, da der nun quasi abgeschaltete Motor durch seine Kompression als Bremse wirkt.

## Antrieb und Fahrwerk
Die Kraftübertragung erfolgt primär über eine automatische Fliehkraftkupplung mit stufenlosem Riemengetriebe und sekundär über eine Kette zum Hinterrad. Im Leerlauf wird die Motorkraft nicht an das Riemengetriebe übertragen, erst bei steigender Drehzahl sorgt die Zentrifugalkraft dafür, dass Gewichte die Kupplung in Eingriff bringen. Die stufenlose Kraftübertragung ist durch einen Drehmomentwandler realisiert, der, ebenfalls über bewegliche Gewichte, bei steigender Drehzahl die äußere Keilriemenscheibe in Richtung der inneren bewegt und somit den effektiven Durchmesser des Keilriemenrades vergrößert. Da die hintere (größere) Riemenscheibe in ihrem Durchmesser konstant bleibt, bewegt sich der Motor dabei in seiner Lagerung leicht nach hinten. Dabei sorgt eine starke Schraubenfeder zwischen Motorgehäuse und Rahmen dafür, dass der Keilriemen stets korrekt gespannt bleibt. Die große Riemenscheibe ist über ein Nadellager auf der Achse der Tretkurbeln gelagert und ist an ihrer Innenseite mit einem Kettenritzel mit 11 Zähnen verbunden. Von dort erfolgt die Kraftübertragung über eine Kette auf das Kettenrad mit 56 Zähnen.
Die Peugeot Vogue ist mit Leichtmetallrädern ausgestattet, die Bereifung hat die Größe 2 1/4 - 16.

## Ausstattung
Abgesehen von der Abgasreinigung, finden sich in den Ausstattungsdetails die zahlreichsten Veränderungen gegenüber den Vorgängermodellen. So findet sich heute eine Wechselstromschnarre als Hupe, über die früher nur die Modelle für den französischen Markt verfügten. Weiterhin befindet sich in der Drehachse der Vorderradgabel ein Steckschloss, das in zwei Ösen der Hinterradschwinge als Diebstahlschutz eingesteckt werden kann und gleichzeitig ein Starten des Motors durch Unbefugte verhindert. Die Reifengröße ist beim aktuellen Modell auf 16 Zoll (vorher 17") reduziert worden. Beide Schutzbleche sind aus lackiertem Kunststoff, der Benzinhahn ist in die Seitenverkleidung integriert. Daneben sind alle lt. StVZO vorgeschriebenen Baugruppen wie Tacho, Rückspiegel usw. vorhanden.